# Бугайов Володимир Феодосійович
Володимир Феодосійович Бугайо́в (7 серпня 1933, Чернігів — 9 квітня 2022, Київ) — український режисер та актор. Заслужений артист УРСР (1976). Головний режисер Київського театру юного глядача (1984—1990).

## Біографія
Народився 7 серпня 1933 року в місті Чернігові (нині Україна). 1956 року закінчив Київський інститут театрального мистецтва.
Упродожвж 1956—1959 років працював у Кіровоградському російському драматичному театрі імені Сергія Кірова.

Могила Володимира Бугайова, Байкове кладовище

У 1959—1966 роках — у Донецькому обласному російському драматичному театрі у Жданові.
У 1966—1968 роках — у Донецькому українському музично-драматичному театрі імені Артема.
У 1968—1980 роках — знову у Донецькому обласному російському драматичному театрі.
У 1980—1984 роках — у Київському російському драматичному театрі імені Лесі Україники.
У 1984—1990 роках — головний режисер Київського театру юного глядача.
З 1990 року — доцент кафедри режисури драми та акторської майстерності Київського інституту театрального мистецтва імені Івана Карпенка-Карого.
Дружина — народна артистка УРСР Неоніла Білецька (нар. 1938). Онук — актор Павло Алдошин (нар. 1987).
Помер на 89-му році життя 9 квітня 2022 року. Похований в колумбарії Байкового кладовища, біля центрального входу (50°24′54.63″ пн. ш. 30°30′19.61″ сх. д. / 50.4151750° пн. ш. 30.5054472° сх. д.).

## Творчість
Поставив вистави
- «Дамоклів меч» Назима Хікмета (1964);
- «Не було ні гроша, та раптом алтин» Олександра Островського (1972, 1985);
- «У списках не значився» Бориса Васильєва (1974);
- «Снігова королева» Євгена Шварца (1981);
- «Не був, не перебував, не брав участі» Юрія Макарова (1983);
- «Завтра була війна» Бориса Васильєва (1984);
- «Остання жінка Дона Жуана» Леоніда Жуховицького (1994);
- «Східна трибуна» Олесандра Галіна (1995);
- «Зикови» Максима Горького (1999);
- «Луна для пасинків долі» Юджина О'Ніла (2003).

Зіграв ролі
- Петро («Міщани» Максима Горького);
- Фелікс («104 сторінки про кохання» Едварда Радзинського);
- Будулай («Циган» Анатолія Калініна);
- Микола («В пошуках радості» Віктора Розова);
- Максимов («Колеги» Василя Аксьонова);
- Достоєвський («Одягнені в каміння» Ольги Форш).